# D×D×D
D×D×D è il quarto album in studio della discografia giapponese della boy band sudcoreana Shinee, pubblicato nel 2016 dalla EMI Records in Giappone.

## Tracce
1. D×D×D – 3:27
2. Wishful Thinking – 3:12
3. Wanted – 3:17
4. Boys Will be Boys – 3:58
5. View (Japanese Version) – 3:13
6. Your Number – 4:19
7. Good Good Feeling – 3:46
8. Photograph – 3:14
9. Sweet Surprise – 3:35
10. Sing Your Song – 4:05
11. Moon Drop – 3:40
12. Love – 4:22